# Туапа (округ)
Туапа (англ. Tuapa) — один из 14 округов Ниуэ (владение Новой Зеландии). Административным центром округа является одноимённая деревня.

## Географическая характеристика
Округ Туапа расположен в северо-западной части острова Ниуэ. Его площадь составляет 12,54 км². Административный центр расположен в западной части округа.
Крайние точки:
- север: 18°58′43″ ю. ш. 169°52′57″ з. д.HGЯO;
- юг, восток: 19°01′28″ ю. ш. 169°51′17″ з. д.HGЯO;
- запад: 18°59′40″ ю. ш. 169°54′29″ з. д.HGЯO;

Граничит с округами: Макефу, Намукулу, Хикутаваке и Муталау. На западе омывается Тихим океаном.